# Montanoa leucantha
Montanoa leucantha là một loài thực vật có hoa trong họ Cúc. Loài này được Mariano Lagasca y Segura mô tả khoa học đầu tiên năm 1816 dưới danh pháp Rudbeckia leucantha. Năm 1930 Sidney Fay Blake chuyển nó sang chi Montanoa.

## Phân bố
Loài bản địa México và Guatemala.

## Phân loài

### M. leucanthasubsp.arborescens
- M. leucantha subsp. arborescens (DC.) V.A.Funk, 1982: México và Guatemala.[5]

Các danh pháp đồng nghĩa bao gồm:
- Montanoa arborescens DC., 1836
- Montanoa leucantha var. arborescens (DC.) B.L.Turner, 1988
- Coreopsis trilobata Vahl ex Klatt, 1887 pro syn.
- Eriocoma arborescens Alamán ex DC., 1836 nom. inval.
- Eriocoma clematidea (Walp.) Kuntze, 1891
- Eriocoma uncinata (Sch.Bip. ex K.Koch) Kuntze, 1891
- Montanoa arsenei S.F.Blake, 1924
- Montanoa clematidea Walp., 1840
- Montanoa patens A.Gray, 1886
- Montanoa uncinata Sch.Bip. ex K.Koch, 1864
- Polymnia nervata M.E.Jones, 1908

### M. leucanthasubsp.leucantha
- M. leucantha subsp. leucantha (đồng nghĩa: Montanoa purpurascens B.L.Rob. & Greenm., 1899): Nguyên chủng. México.[6]